# Szil
Szil [sil] je obec v Maďarsku v župě Győr-Moson-Sopron, spadající pod okres Csorna. Nachází se asi 10 km severovýchodně od Beledu, 11 km jihozápadně od Csorny, 23 km západně od Tétu a asi 45 km jihozápadně od Győru. V roce 2015 zde žilo 1 319 obyvatel. Dle údajů z roku 2011 tvoří 87,4 % obyvatelstva Maďaři, 4,4 % Romové, 1,9 % Němci a 1 % Rumuni, přičemž 12,2 % obyvatel se ke své národnosti nevyjádřilo. Název v maďarštině znamená jilm.
Kromě vesnice Szil jsou součástí obce i osady Árpádkert, Árpádliget, Kistata, Köleskút a Szilipuszta.
Obec byla poprvé písemně zmíněna v roce 1230. Nacházejí se zde dva katolické kostely; kostel Poslední Večeře v Szilu a kostel Narození Panny Marie v místní části Kistata. Obcí prochází hlavní silnice 88 a vedlejší silnice 8604 a 8605. Severozápadně od Szilu prochází dálnice M86.

## Sousední obce
| Růžice kompasu | Magyarkeresztúr | Sopronnémeti | Szilsárkány | Růžice kompasu |
| Růžice kompasu | Zsebeháza Páli  | Sever        | Rábacsanak  | Růžice kompasu |
| Růžice kompasu | Zsebeháza Páli  | Szil         | Rábacsanak  | Růžice kompasu |
| Růžice kompasu | Zsebeháza Páli  | Jih          | Rábacsanak  | Růžice kompasu |
| Růžice kompasu | Vág             | Rábasebes    | Szany       | Růžice kompasu |